# Zakon Bazylianów Melkitów Świętego Jana Chrzciciela
Zakon Bazylianów Melkitów Świętego Jana Chrzciciela (łac. - Ordo Basilianus Sancti Johannis Baptistae Melkitarum) – katolicki zakon obrządku greckiego, żyjący według reguły zakonnej Bazylego Wielkiego. Nazywany jest również zakonem bazylianów soaryckich (łac. - Soaritarum Melkitarum) od miejscowości Choueir, gdzie znajduje się jego rezydencja.

## Historia
Zakon Bazylianów Melkitów Świętego Jana Chrzciciela został założony w Libanie w 1712 roku przez dwóch mnichów z klasztoru w Balamand. W 1722 roku ówczesny przełożony zakonu, Nikiphoros Karamé, opracował cztery śluby zakonne: ubóstwa, posłuszeństwa, czystości i pokory. Zakon został zatwierdzony w 1757 roku przez papieża Benedykta XIV. W 1934 roku przyjął wraz z innymi zakonami melchickimi nową konstytucję, zatwierdzoną przez Stolicę Apostolską w 1956 roku. Rezydencja i klasztory znajdują się w Libanie.
Klasztory żeńskie Zakonu Bazylianów Melkitów Świętego Jana Chrzciciela zaczęły powstawać od 1732 roku. Obecnie liczba bazylianek-soarytek wynosi 146 zakonnic i 25 klasztorów.

## Statystyka
| Zmiana liczby członków zakonu i parafii przez nich administrowanych na przełomie XX-XXI wieku | Zmiana liczby członków zakonu i parafii przez nich administrowanych na przełomie XX-XXI wieku | Zmiana liczby członków zakonu i parafii przez nich administrowanych na przełomie XX-XXI wieku | Zmiana liczby członków zakonu i parafii przez nich administrowanych na przełomie XX-XXI wieku |
| Rok                                                                                           | Liczba zakonników                                                                             | Liczba księży                                                                                 | Liczba parafii                                                                                |
| --------------------------------------------------------------------------------------------- | --------------------------------------------------------------------------------------------- | --------------------------------------------------------------------------------------------- | --------------------------------------------------------------------------------------------- |
| 1988                                                                                          | 61                                                                                            | 42                                                                                            |                                                                                               |
| 2000                                                                                          | 55                                                                                            | 38                                                                                            |                                                                                               |
| 2001                                                                                          | 59                                                                                            | 39                                                                                            |                                                                                               |
| 2002                                                                                          | 61                                                                                            | 39                                                                                            | 6                                                                                             |
| 2004                                                                                          | 61                                                                                            | 41                                                                                            | 9                                                                                             |
| 2005                                                                                          | 56                                                                                            | 41                                                                                            | 8                                                                                             |
| 2010                                                                                          | 48                                                                                            | 40                                                                                            | 8                                                                                             |
| 2020                                                                                          | 37                                                                                            | 46                                                                                            | 8                                                                                             |
| 2022                                                                                          | 34                                                                                            | 45                                                                                            | 8                                                                                             |